# سيب براون
سيباستيان ألكسندر براون (من مواليد 24 نوفمبر 1989) هو لاعب كرة قدم إنجليزي محترف يلعب كحارس مرمى لفريق سوتون يونايتد.